# 屋島站
屋島站（日语：／ Yashima eki */?）是一位於日本香川縣高松市高松町字歸來，隸屬於四國旅客鐵道（JR四國）的鐵路車站。車站編號為T23，本站為特急列車「渦潮」的停車站，絕大部份的班次都會停靠，每天只有4班（下行1班；上下3班）列車通過本站。
車站廣場上設置了用刻上車站名的大石裝飾。另外本站設有前往屋島山的穿梳巴士服務。屋島山是「源平合戰」其中一個主要戰場，因此車站看板上亦寫有副站名：「和源平合戰有關的車站」（源平合戦ゆかりの駅）。

## 車站結構
設有側式月台及島式月台各1個，共提供2面3線的配置。中間的2號月台路軌為主軌道，為上行主要月台，亦是讓每天4班不停靠的特急列車通過之用。側式月台靠近站舍，為1號月台。月台之間以行人天橋連接，位於各月台末端向木太町站方向。島式月台上設有有蓋候車亭，至於側式月台則在出札口位置加置屋簷。3號月台外側另設有保線用側線1條。有效長度方面，側式月台為6輛；島式月台為5輛。兩邊離站後均設有緊急剎車軌及轉轍器。

### 月台配置
| 月台 | 路線    | 方向 | 目的地               | 備註                                                 |
| ---- | ------- | ---- | -------------------- | ---------------------------------------------------- |
| 1    | ■高德線 | 下行 | 德島、阿南、牟岐方向 | 特急及普通列車停車站                                 |
| 2    | ■高德線 | 上行 | 高松、岡山方向       | 上行特急列車、部份普通列車停車站，亦是上下行通過路軌 |
| 3    | ■高德線 | 上行 | 高松、岡山方向       | 主要為普通列車                                       |

## 歷史
- 1925年8月1日：開業。
- 1987年4月1日：日本國鐵分割民營化，車站的營運由JR四國繼承。
- 2020年3月：將增設對應ICOCA及其他日本全國互相通用IC卡的簡易讀寫器[2]。

## 歷年乘客人數
- 700人（2008年度）
- 693人（2009年度）

## 相鄰車站
※停靠此站的一部分特急「渦潮」的相鄰停靠站參見列車條目。
四國旅客鐵道（JR四國）
■高德線
木太町（T24）－屋島（T23）－古高松南（T22）

## 外部連結
- JR四國屋島站官方介紹。